# Milovaig
Milovaig (Schots-Gaelisch: Mìolabhaig) is een dorp in de Schotse lieutenancy Ross and Cromarty in het raadsgebied Highland op het eiland Skye in de buurt van Duirinish.